# Moss Lane
El Moss Lane (conocido como el J. Davidson Stadium por razones de patrocinio), es un recinto deportivo de uso múltiple situado en Altrincham en Gran Mánchester, Inglaterra. Actualmente se usa principalmente para partidos de fútbol y es el terreno de juego de Altrincham y Manchester United Reservas. También se utiliza para los partidos finales de la Timperley and District Amateur Football League. El estadio se compone de dos gradas con asientos con una capacidad combinada de 1.323 espectadores y terrazas en los otros tres lados, dando una capacidad total de 6.085. El Duncan Watmore Memorial Sports Hall fue construido en 2015, financiado por la transferencia de Duncan Watmore al Sunderland por £ 6.2 millones.
El Chorley Borough RLFC se trasladó a Moss Lane para la temporada 1989-90 y se rebautizó como Trafford Borough RLFC. Trafford Borough jugó en el Moss Lane durante tres temporadas antes de trasladarse a Blackpool como Blackpool Gladiators RLFC para la temporada 1992-93.